# Hamburg-Eppendorf

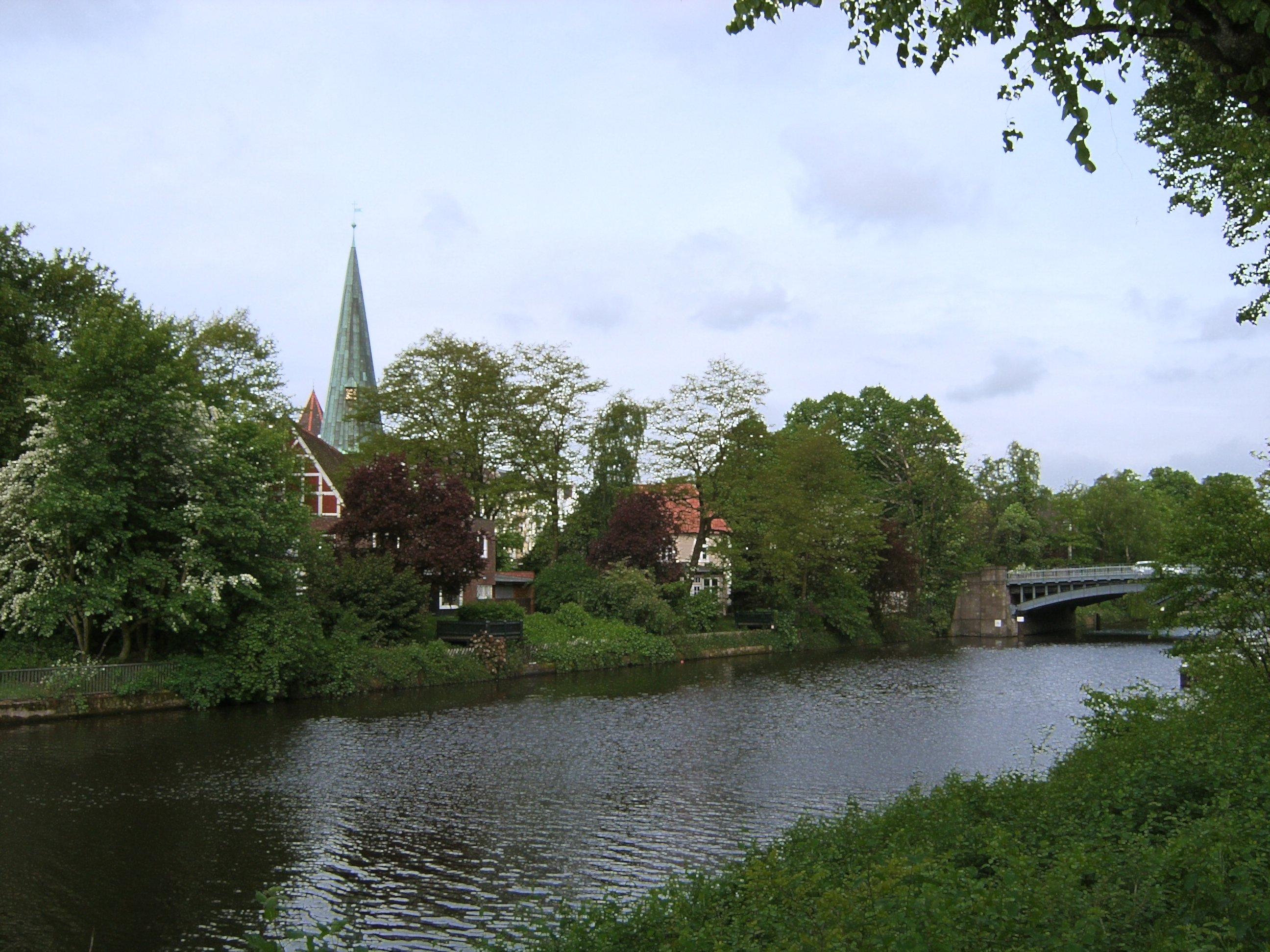
Blick vom Leinpfad über den Alsterstreek auf die St. Johanniskirche 2006 …

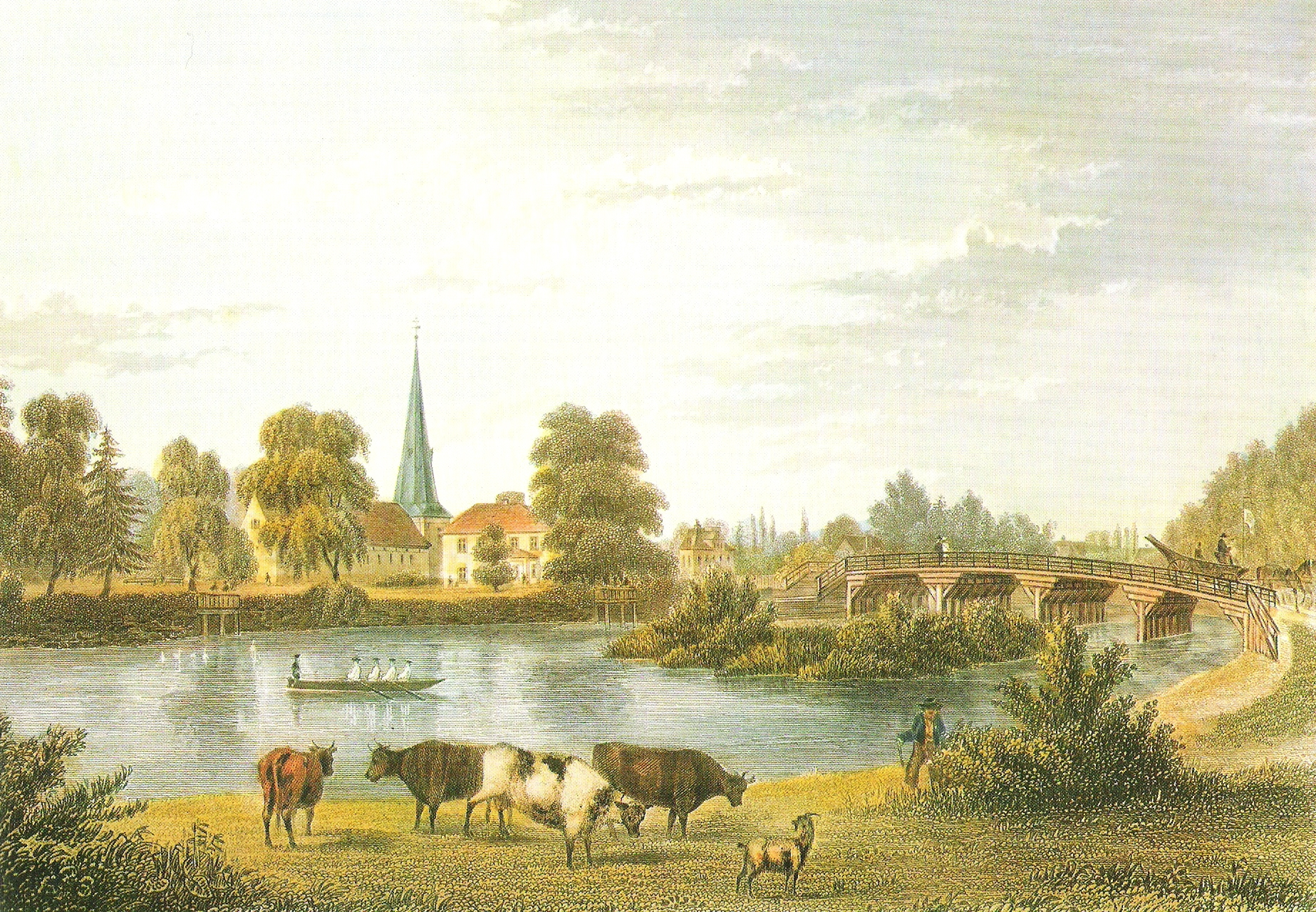
… und der gleiche Blick 1845

Eppendorf ist ein westlich der Alster gelegener Stadtteil der Freien und Hansestadt Hamburg. Er gehört zum Kerngebiet des Bezirks Hamburg-Nord und ist Sitz des gleichnamigen Bezirksamts.

## Geografie
Eppendorf liegt westlich des unteren Flusslaufes der Alster bis kurz vor der Einmündung des Isebekkanals, der hier die südliche Grenze zum Stadtteil Harvestehude markiert. Die Alster bildet auch die Grenze zum östlich gelegenen Stadtteil Winterhude. Südwestlich grenzt Eppendorf an den Stadtteil Hoheluft-Ost, westlich an Lokstedt. Im Norden bildet die Güterumgehungsbahn die Grenze zu den Stadtteilen Groß-Borstel und Alsterdorf. Hier mündet auch das Flüsschen Tarpenbek in den Mühlenteich und weiter in die Alster. Der Mühlenteich dient auch als Winterquartier für die Alsterschwäne.

## Geschichte

### Namensherkunft
Eppendorf, 1140 erstmals als Eppenthorp erwähnt, ist Hamburgs ältestes Dorf. Die Namensherkunft ist unsicher und könnte von einem Dorfgründer namens Ebo, Ebbo oder Eppo stammen. Möglicherweise auch von dem Erzbischof Ebo von Reims, der von 823 bis 826 mehrfach auf Missionsreisen nördlich der Elbe zog. Auf eine frühe Christianisierung weisen allerdings die bei einer Renovierung der 1267 erstmals erwähnten St-Johannis-Kirche gefundenen Überreste eines älteren Rundturmes aus ungehauenen Feldsteinen hin. Möglich ist aber auch eine Herkunft vom altgermanischen „epen“ für „am Wasser gelegen“. „Ep“ oder „ap“ ist auch ein altes Wort für „Fluss“ oder „Wasser“.

### 13. bis 16. Jahrhundert
An der Heilwigstraße direkt an der Alster befindet sich seit 1914 das sogenannte Kloster St. Johannis, der Nachfolger des 1530 zum Damenstift umgewandelten Herwardeshuder Zisterzienserinnenklosters, das 1247 von Heilwig von der Lippe, Ehefrau des Schauenburger Grafen Adolf IV., gegründet worden war. Eppendorf hatte seit 1111 zur Grafschaft Holstein-Stormarn gehört, die seit 1227 von den Schauenburger Grafen regiert worden war. Zuvor stand es seit 1214 unter dänischer Herrschaft, die aber nach der für Adolf IV. siegreichen Schlacht bei Bornhöved endete. Graf Adolfs Nachfahren verkauften das Dorf Eppendorf 1343 an jenes Kloster Herwardeshude, das 1295 von der Mündung der Pepermöhlenbek in die Elbe an die Alster nördlich von Hamburg verlegt wurde. Die zwei ältesten Bauwerke sind die Wassermühle an der Tarpe (heute Tarpenbek), die es bereits seit 1245 geben soll, sowie die Johanniskirche, die 1267 erstmals erwähnt wurde.
Als nach der Reformation das Kloster aufgelöst und abgebrochen wurde, gründete der lutherisch gewordene Rat 1530 die „evangelische Stiftung Kloster St. Johannis“, der die Klosterbesitzungen – und damit auch Eppendorf – übertragen wurden.
Drei Jahrhunderte blieb das Dorf im Besitz der Stiftung, ehe es 1832 – wie der gesamte Stiftungsbesitz – direkt in hamburgische Verwaltung kam. Mit fünf Vollhufnern, 12 Halbhufnern und 17 Brinksitzern war es damals eines der größeren Dörfer im Hamburger Umland. Die Bauern (Hufner und Halbhufner) und Handwerker (Brinksitzer) siedelten vor allem im Dreieck zwischen dem Eppendorfer Marktplatz, dem heutigen Schrammsweg und der St.-Johannis-Kirche. Hinzu kamen noch Landsitze wohlhabender hamburgischer Bürger, die sich alsteraufwärts befanden.

### 17. bis 20. Jahrhundert
In der Zeit der Zugehörigkeit zur Klosterstiftung wurde Eppendorf wiederholt Schauplatz kriegerischer Auseinandersetzungen und Gegenstand von Besetzungen. Im Dreißigjährigen Krieg quartierten sich schwedische und dänische Truppen ein, bis sie 1627 vom kaiserlich-katholischen Feldmarschall Johann t’Serclaes von Tilly vertrieben wurden. 1712 und 1762 besetzten dänische Truppen Eppendorf, da Dänemark weiterhin die Zugehörigkeit Hamburgs und seiner Besitzungen zum von ihm regierten Herzogtum Holstein beanspruchte. Erst mit dem Gottorper Vertrag von 1768 gab Dänemark diese Ansprüche auf und Hamburg wurde von den Skandinaviern als freie Reichsstadt anerkannt. Napoleonische Truppen besetzten Eppendorf dann 1806 und verleibten es dem französischen Kaiserreich als Teil des Département des Bouches de l’Elbe ein. Unter Marschall Louis-Nicolas Davout wurde ein Großteil des Dorfes 1813 niedergebrannt, um den Franzosen freies Schussfeld vor den Toren Hamburgs zu verschaffen, bereits ein Jahr später gelang es aber russischen Truppen Hamburg – und damit auch Eppendorf – zu befreien. Um Eppendorfs Wirtschaftsleben wieder aufleben zu lassen, wurde 1817 ein „Kram- und Viehmarkt“ eingeführt. Der sogenannte Eppendorfer Markt entwickelte sich zu einem großen Sommervergnügen, wurde jedoch 1894 wieder eingestellt. Viele Bauern und Handwerker siedelten sich um 1832 in dem Gebiet zwischen Eppendorfer Marktplatz, der Johanniskirche und dem heutigen Schrammsweg an. Von nun an prägten fünf große Gehöfte, welche den vier dominierenden Familien gehörten, das Zentrum von Eppendorf. Aufgrund des Bedarfs an Mietshäusern im Zuge der Industrialisierung verkauften die Bauern ihr Land jedoch wieder und wurden reich. 1835 fuhr die erste Landkutsche zweimal am Tag zwischen dem Jungfernstieg und Eppendorf und konnte 10 bis 12 Personen befördern. 1840 wurde eine Pferdeomnibuslinie eingerichtet und 1859 fuhr der erste Alsterdampfer bis zum Winterhuder Fährhaus.

Landhaus in Eppendorf, Aquarell von Ascan Lutteroth 1910

Im 19. Jahrhundert wurde Eppendorf zum beliebten Vorort für wohlhabende Bürger aus Hamburg, die dort ihren Landsitz errichteten. 1864/65 werden deshalb erste offizielle Straßennamen vergeben sowie Briefkästen aufgestellt. Ein Jahr später entstand die erste Polizeiwache an der Ecke Tarpenbekstraße / Albertstraße (heute: Geschwister-Scholl-Straße). In der Folgezeit wurde das niedriggelegene, sehr feuchte Land aufgeschüttet und bebaut. Von der ursprünglichen Weide- und Moorlandschaft hat sich nur das Eppendorfer Moor an der Tarpenbek erhalten, das seit 1982 unter Naturschutz steht. Nach dem deutsch-französischen Krieg wurde 1871 als Zeichen des Friedens am Eppendorfer Marktplatz eine Eiche gepflanzt, die sogenannte Friedenseiche.
1875 wurde der Eppendorfer Bürgerverein (EBV) gegründet, der heute noch besteht und das Stadtteil-Magazin Der Eppendorfer herausgibt. Als die Hamburger Krankenhäuser die vielen Kranken, die oft an Seuchen wie Cholera litten, nicht mehr aufnehmen konnten, wurde 1884 mit dem Bau eines modernen Krankenhauses auf einem freien Gelände am Rand von Eppendorf begonnen, dem heutigen Universitätsklinikum Hamburg-Eppendorf. Das Allgemeine Krankenhaus wurde 1889 fertiggestellt. Bei der Unterbringung der Kranken in einzelnen Pavillons anstelle der großen Säle früherer Krankenhäuser wurden neue Erkenntnisse der Vermeidung von Ansteckungen angewandt.

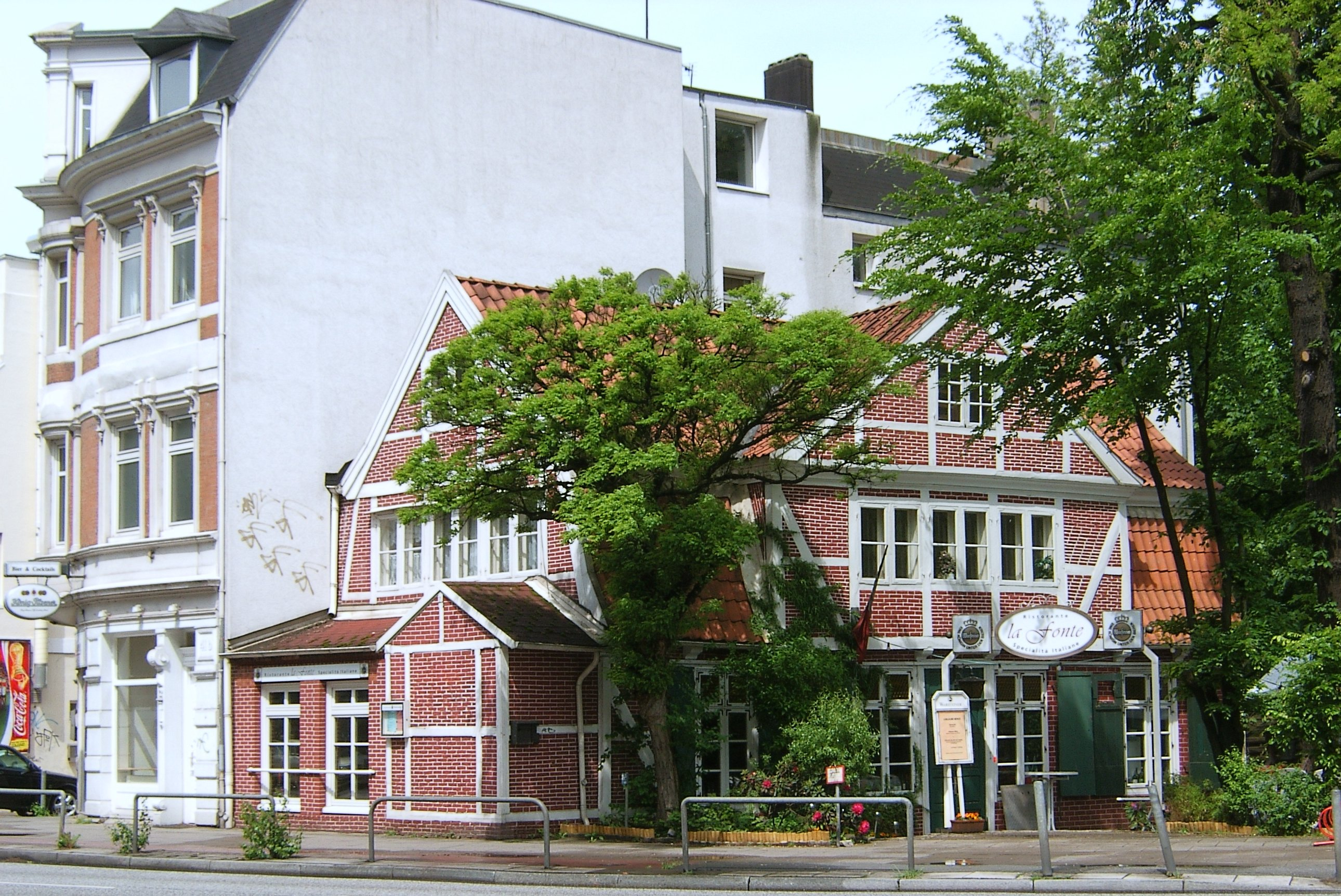
Der ehemalige „Brahmskeller“

1894 wurde Eppendorf, das bereits 1871 den Status eines Vororts erhalten hatte, als Stadtteil in die Stadt Hamburg eingemeindet. Im selben Jahr fuhr auch die erste elektrische Straßenbahn nach Eppendorf. Zahlreiche heute noch erhaltene Gebäude stammen aus der Zeit zwischen der Eingemeindung 1894 und dem Beginn des Ersten Weltkriegs, so unter anderem 19 in dieser Zeit erbaute Stiftsgebäude. Die meisten Relikte der dörflichen Bebauung verschwanden, darunter die letzte Windmühle vor Ort, welche 1904 niedergerissen wurde, sowie das letzte Reetdachhaus in der Ludolfstraße, welches in den 1960er Jahren abgebrochen wurde. Gartenhäuser auf brachliegendem Land sowie Landhäuser mit großen Gärten mussten Etagenhäusern und typischen Großstadtbauten weichen, denn Eppendorf galt nun als Stadterweiterungsgebiet. Zu den wenigen erhaltenen Häusern aus der Zeit um 1800 gehört der Brahmskeller Ecke Heilwigstraße/Ludolfstraße.
1914 erfolgte die Eröffnung des Holthusenbads sowie der U-Bahn-Strecke Kellinghusenstraße – Ohlsdorf, welche zwei Jahre zuvor nur die Stationen Kellinghusenstraße und Eppendorfer Baum umfasste. Rund 15 Jahre später wurde die Strecke auch zum Stephansplatz und zum Jungfernstieg weitergeführt. Seit 1939 gehört der Stadtteil Hoheluft-Ost nicht mehr zu Eppendorf. Den Zweiten Weltkrieg überstand Eppendorf weitgehend unbeschadet, nur das Universitätsklinikum-Krankenhaus wurde schwer von den Bomben getroffen. Die erhalten gebliebenen Altbauten sowie die Nähe zur Innenstadt zogen in den 70er Jahren zunächst Studenten und Künstler an, später dann zahlungskräftige Mieter, weshalb Eppendorf sich zu einer guten bis sehr guten Wohnlage entwickelte. 1977 wurde die letzte Straßenbahn in Eppendorf eingestellt.

### Einwohnerentwicklung
Zum Gebiet Eppendorfs gehörte bis 1939 ebenfalls der Stadtteil Hoheluft.
| Jahr | Bevölkerungsstand |      | Jahr   | Bevölkerungsstand |        | Jahr | Bevölkerungsstand |  | Jahr | Bevölkerungsstand |
| 1811 | 708               | 1905 | 48.404 | 1987              | 22.272 | 2009 | 22.835            |  |      |                   |
| 1832 | ≈1.000            | 1909 | 65.779 | 1999              | 22.079 | 2010 | 23.219            |  |      |                   |
| 1866 | 1.517             | 1910 | 72.100 | 2000              | 22.145 | 2011 | 23.191            |  |      |                   |
| 1871 | 1.959             | 1913 | 81.336 | 2001              | 22.252 | 2012 | 23.455            |  |      |                   |
| 1874 | 2.419             | 1915 | 82.175 | 2002              | 22.222 | 2013 | 23.777            |  |      |                   |
| 1876 | 3.046             | 1927 | 88.023 | 2003              | 22.531 | 2014 | 24.170            |  |      |                   |
| 1880 | 4.289             | 1929 | 87.466 | 2004              | 22.810 | 2016 | 24.387            |  |      |                   |
| 1885 | 6.206             | 1939 | 34.118 | 2005              | 22.914 | 2017 | 24.718            |  |      |                   |
| 1890 | 12.987            | 1950 | 50.376 | 2006              | 22.967 | 2018 | 24.868            |  |      |                   |
| 1895 | 20.903            | 1961 | 38.342 | 2007              | 23.021 | 2019 | 25.070            |  |      |                   |
| 1900 | 29.200            | 1975 | 25.647 | 2008              | 22.793 |      |                   |  |      |                   |

## Statistik
- Anteil der unter 18-Jährigen: 13,4 % [Hamburger Durchschnitt: 16,8 % (2023)][7]
- Anteil der über 64-Jährigen: 18,4 % [Hamburger Durchschnitt: 17,8 % (2023)][7]
- Ausländeranteil: 11,6 % [Hamburger Durchschnitt: 20,7 % (2023)][7]
- Arbeitslosenquote: 3,6 % [Hamburger Durchschnitt: 6,2 % (2023)][7]
- Geschlechterquote: 54,9 % weiblich, 45,1 % männlich [Hamburger Durchschnitt: 50,8 % weiblich, 49,2 % männlich (2019)][8]
- Durchschnittsalter: 42,4 Jahre [Hamburger Durchschnitt: 42,1 Jahre (2019)][9]
- Personen je Haushalt: 1,6 Personen [Hamburger Durchschnitt: 1,8 Personen (2023)][7]
- Durchschnittseinkommen je Steuerpflichtigen: 71.211 Euro im Jahr [Hamburger Durchschnitt: 48.035 Euro im Jahr (2023)][7]

## Politik
Für die Wahl zur Hamburgischen Bürgerschaft gehört Eppendorf zum Wahlkreis Eppendorf – Winterhude.

### Wahlergebnisse
| Wahljahr  | SPD    | Grüne 1) | CDU    | Linke 2) | FDP    | AfD    | Übrige    |
| --------- | ------ | -------- | ------ | -------- | ------ | ------ | --------- |
| 2025      | 30,2 % | 25,4 %   | 22,5 % | 08,7 %   | 03,8 % | 02,9 % | 06,5 %    |
| 2020      | 33,8 % | 33,8 %   | 09,6 % | 07,5 %   | 07,4 % | 02,6 % | 05,3 %    |
| 2015      | 43,1 % | 16,5 %   | 14,4 % | 07,6 %   | 11,7 % | 03,3 % | 03,4 %    |
| 2011      | 46,6 % | 15,2 %   | 18,6 % | 04,9 %   | 09,9 % | –      | 04,8 %    |
| 2008      | 32,0 % | 13,7 %   | 41,7 % | 04,9 %   | 06,4 % | –      | 01,3 %    |
| 2004      | 30,2 % | 19,8 %   | 43,0 % | –        | 02,9 % | –      | 04,1 %    |
| 2001      | 39,6 % | 15,0 %   | 23,9 % | 00,5 %   | 07,8 % | –      | 13,2 % 3) |
| 1997      | 32,4 % | 23,8 %   | 28,2 % | 00,8 %   | 04,8 % | –      | 10,0 %    |
| 1993      | 37,0 % | 24,3 %   | 20,9 % | –        | 05,5 % | –      | 12,3 % 4) |
| 1991      | 46,1 % | 15,1 %   | 28,5 % | 00,8 %   | 06,6 % | –      | 02,9 %    |
| 1987      | 46,5 % | 12,8 %   | 31,7 % | –        | 07,8 % | –      | 01,2 %    |
| 1986      | 38,3 % | 18,9 %   | 35,5 % | –        | 06,3 % | –      | 01,0 %    |
| Dez. 1982 | 48,5 % | 12,2 %   | 35,1 % | –        | 02,9 % | –      | 01,3 %    |
| Juni 1982 | 39,7 % | 13,9 %   | 39,2 % | –        | 05,1 % | –      | 02,1 %    |
| 1978      | 46,8 % | 07,0 %   | 35,9 % | –        | 06,5 % | –      | 03,8 %    |
| 1974      | 41,6 % | –        | 42,8 % | –        | 11,0 % | –      | 04,6 %    |
| 1970      | 51,3 % | –        | 35,4 % | –        | 08,2 % | –      | 05,1 %    |
| 1966      | 53,5 % | –        | 34,2 % | –        | 08,0 % | –      | 04,3 %    |

Bei Bezirksversammlungswahlen gehört der Stadtteil zum Wahlkreis Eppendorf / Hoheluft-Ost. Bei Bundestagswahlen zählt Eppendorf zum Bundestagswahlkreis Hamburg-Nord.

## Kultur und Sehenswürdigkeiten

### Kirchen

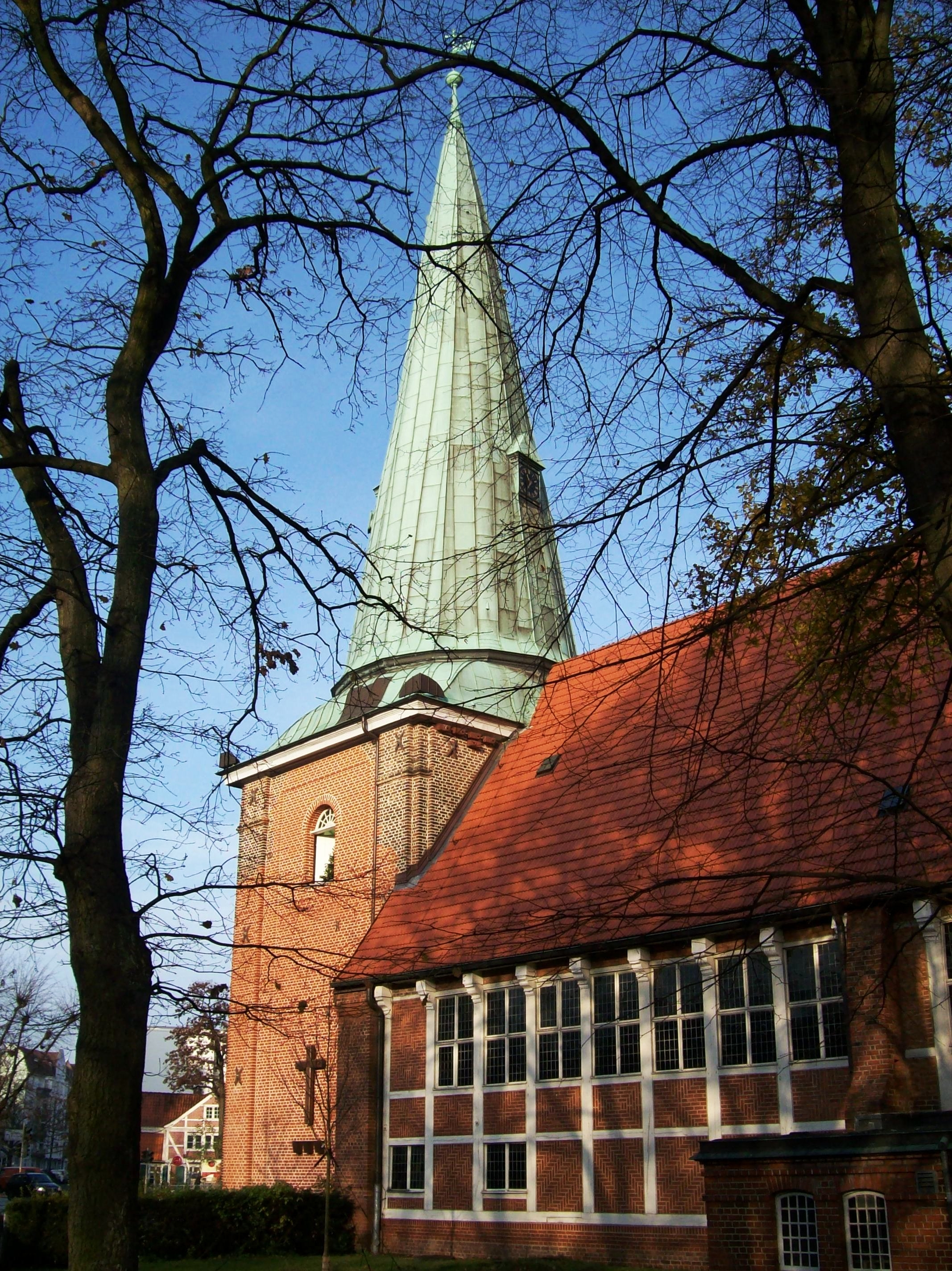
Kirche St. Johannis

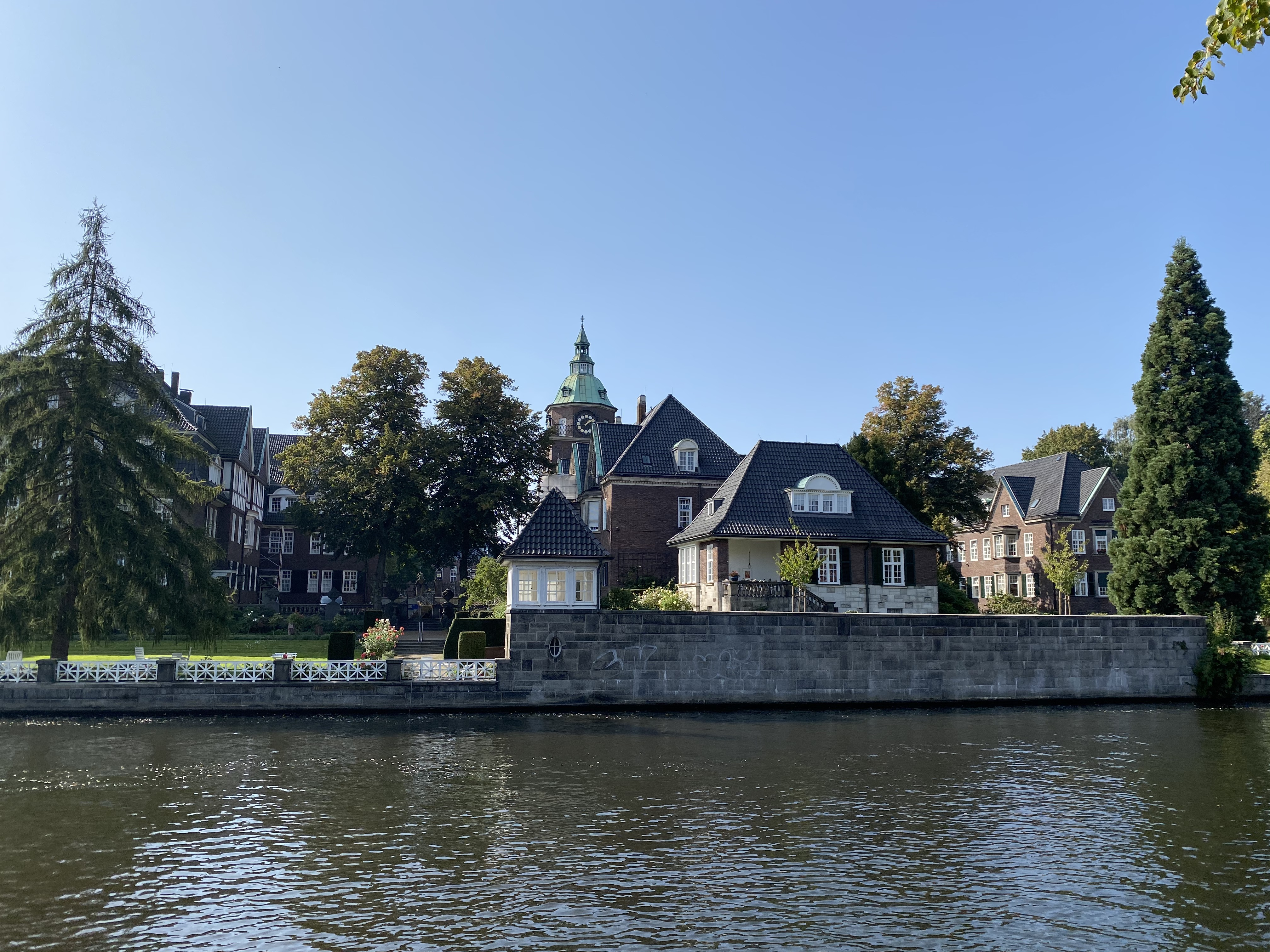
Kloster St. Johannis

- St. Johannis: Eine der ältesten Kirchen Hamburgs liegt direkt an der Alster und an der Brücke nach Winterhude. Sie hat einen ehemals runden Turm, der wohl aus dem frühen 13. Jahrhundert stammt, das 1622 neu gebaute Kirchenschiff ist ein rechteckiger Fachwerksaal. Samuel Heinicke, einer der Pioniere im deutschen Gehörlosenschulwesen, war hier Kantor von 1768 bis 1778 und unterrichtete in der Küsterei mehrere gehörlose Schüler.
- St. Anschar: 1889 für die Stiftung Anscharhöhe errichtete Kirche, heute evangelisch-lutherische Kirchengemeinde St. Anschar. Die Kirche steht unter Denkmalschutz.
- St. Martinus: Die St. Martinus-Kirche wurde 1949 binnen zweier Jahre als sogenannte Bartning-Notkirche errichtet, da aufgrund der geringen Zerstörung Eppendorfs im Zweiten Weltkrieg die Einwohnerzahlen und somit die Anzahl an Gottesdienstbesuchern enorm gestiegen waren.

### Stifte
- Johann Koop-Testament Gotteswohnungen
- Martin-Brunn-Stift
- Julius-Ernst-Oppenheim-Stift
- Gustav-Kämmerer-Stift
- Alfred-u. Otto-Beit-Stift
- Senator-Erich-Soltow-Stiftung (Schedestraße)
- Stiftung Bürgermeister Albert Hackmann Gotteswohnungen
- Familie Beyling Wohltätige Stiftung
- Bürgermeister Joachim vom Kampe und Nicolaus van den Wouwer Gotteswohnungen
- Julius und Betty Ree-Stift
- Mathildenstift
- Daniel-Schutte-Stiftung
- Senator Martin Johan Jenisch-Stiftung
- Martin u. Clara Heimann-Stift
- Vereinigte Tile Nigel und Johann Bockholt Stiftung
- Kloster St. Johannis
- Stiftung Anscharhöhe
- Senator Erich-Soltow-Stiftung (Breitenfelderstraße)

### Regelmäßige Veranstaltungen

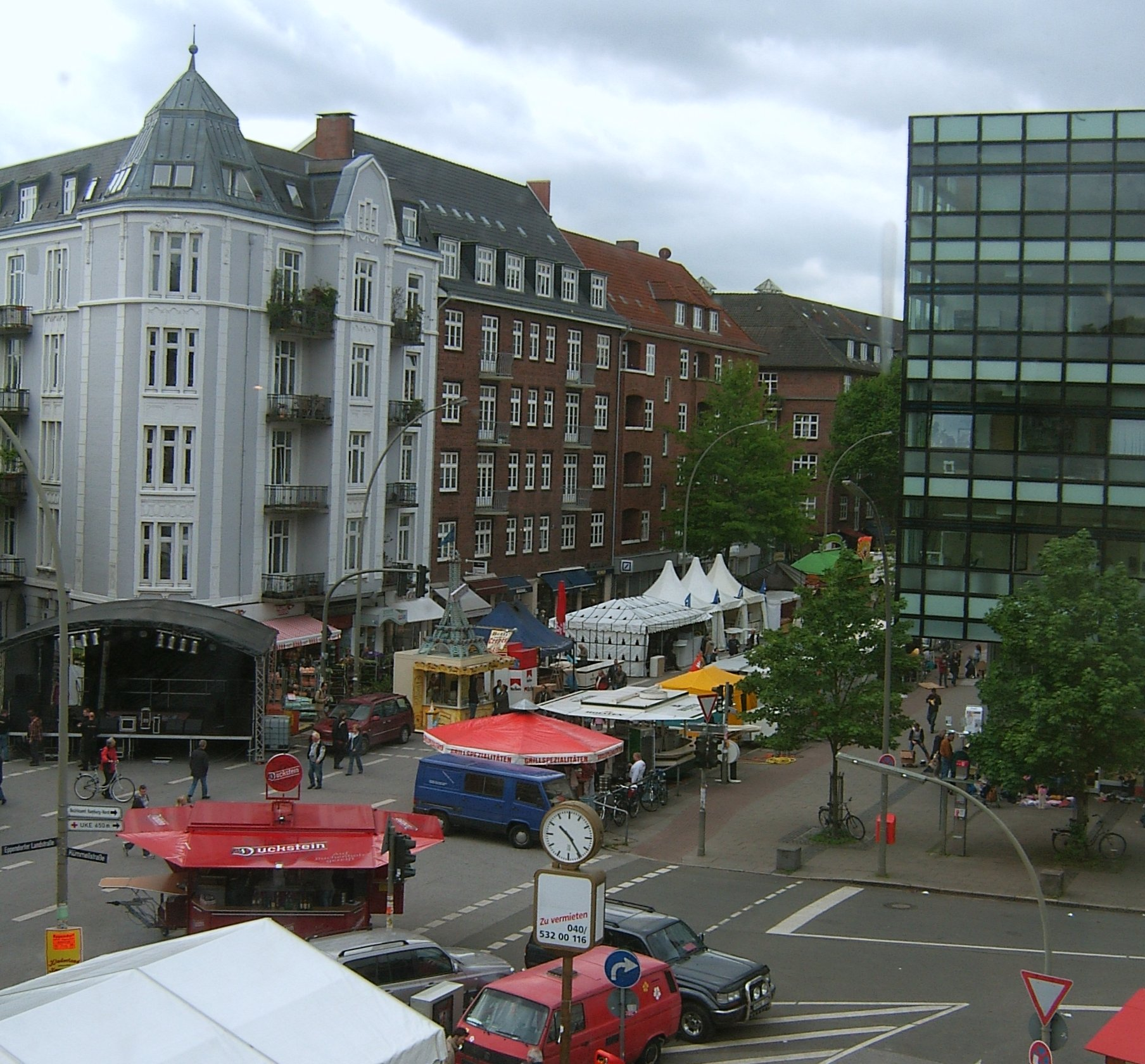
Eppendorfer Landstraßenfest

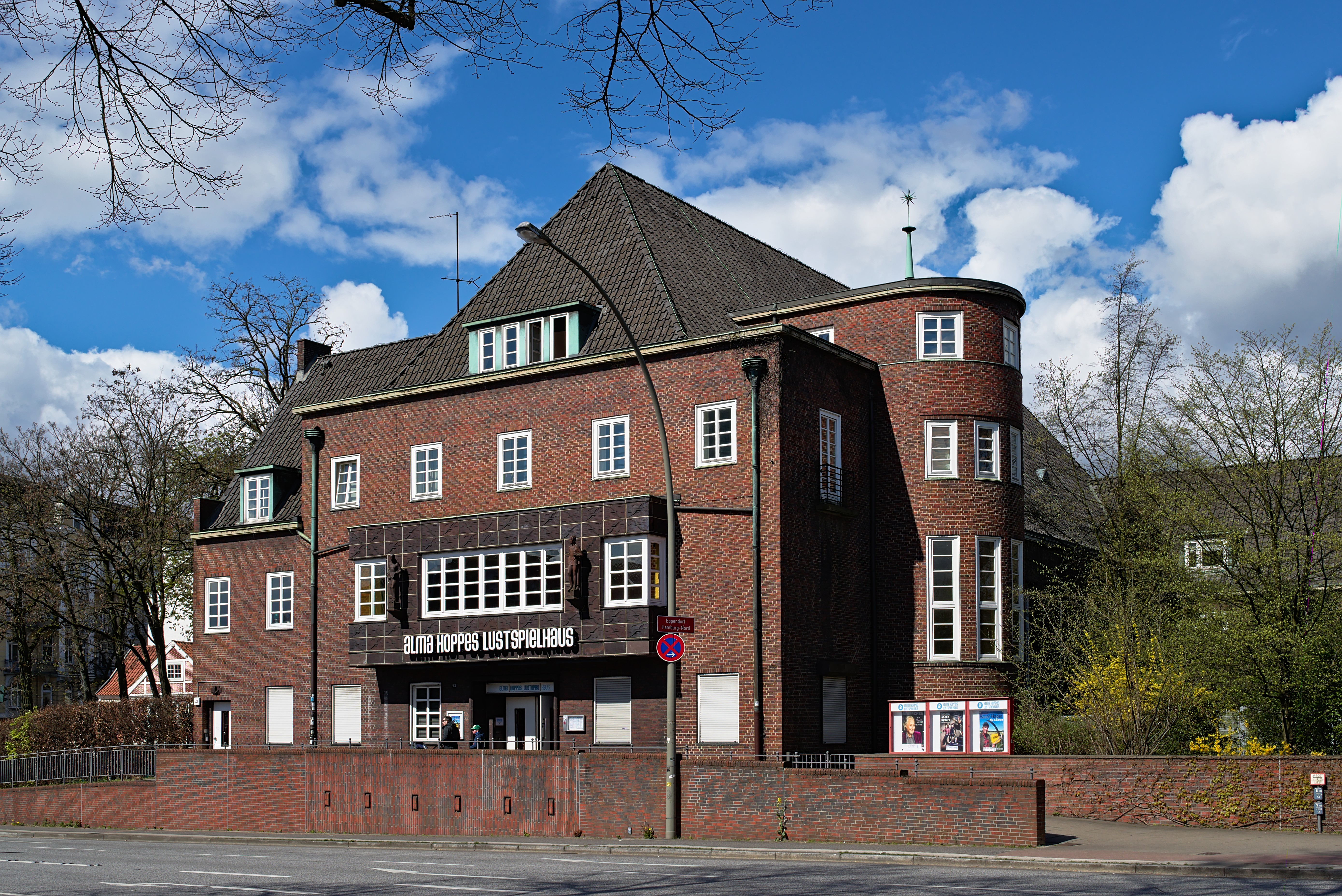
Gemeindehaus von 1928, heute Theater

- Eppendorfer Landstraßenfest: Das Eppendorfer Landstraßenfest findet seit 1981 alljährlich im Juni statt und ist mit rund 250.000 Besuchern das größte Straßenfest Hamburgs.
- Bio-Wochenmarkt auf dem Marie-Jonas-Platz: dienstags und donnerstags von 11:00 bis 18:30, samstags von 10:00 bis 15:00 Uhr
- Alma Hoppes Lustspielhaus: größtes Hamburger Kabarett-Theater, welches 1994 vom Hamburger Kabarett-Duo „Alma Hoppe“ gegründet wurde und im ehemaligen Gemeindehaus der Johanniskirche (Bau: 1927/28) errichtet wurde[3]

### Sehenswürdigkeiten

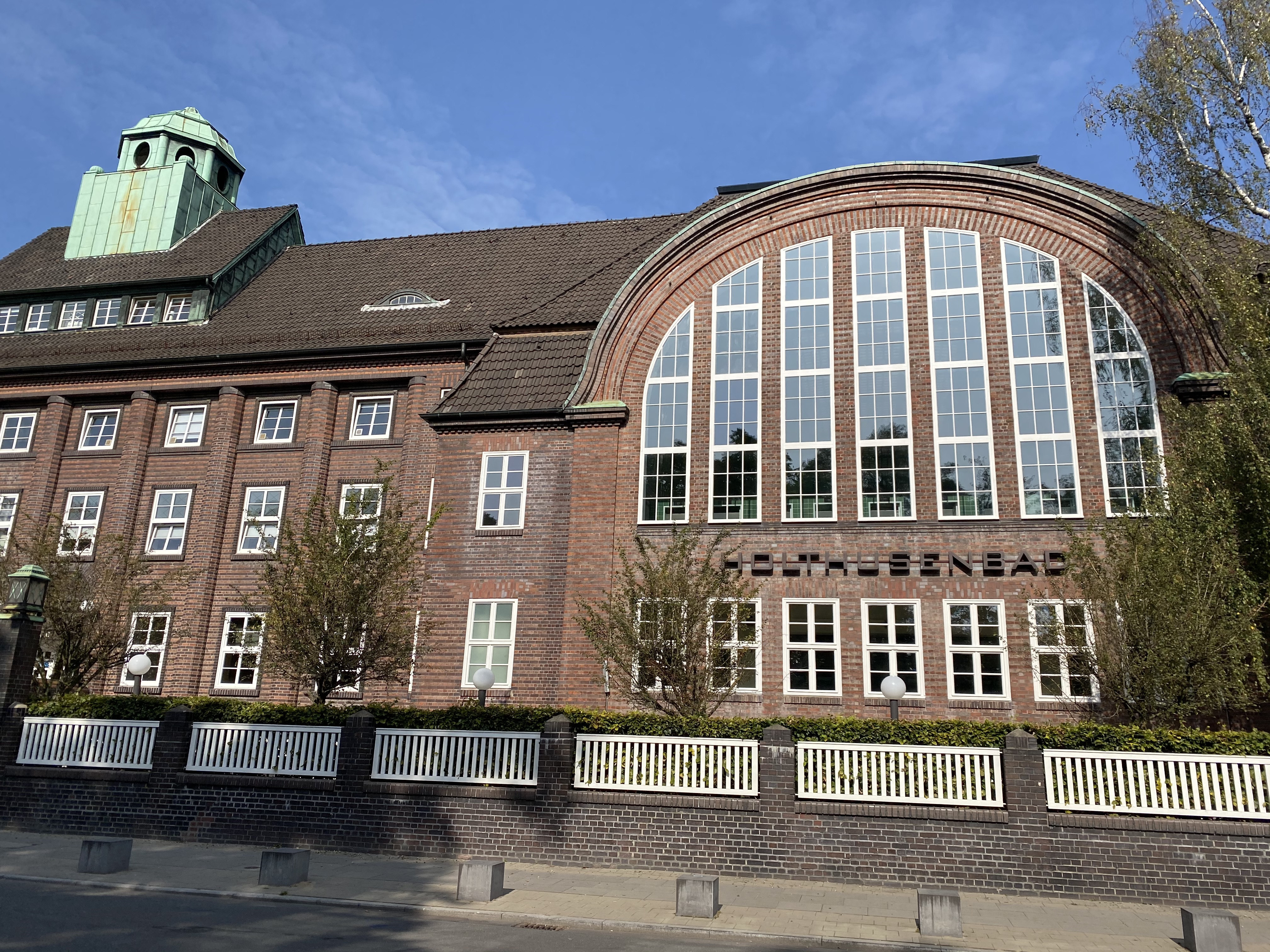
Holthusenbad

- Holthusenbad: Das 1912 bis 1914 errichtete Holthusenbad wurde von Fritz Schumacher entworfen. Das öffentliche Stadtbad wurde inzwischen restauriert und verfügt über ein ganzjähriges Außenbecken, Sauna, Spa- und Wellness-Einrichtungen.
- Eppendorfer Landstraße: Flanier- und Einkaufsmeile mit schicken Boutiquen und kleinen Lebensmittelgeschäften
- Stiftungen: viele großflächige Stiftsanlagen auf weiten, parkähnlichen Grundstücken (u. a. Jenischstift, Bürgermeister-Albert-Hackmann-Stift, Kloster St. Johannis, Stift Anscharhöhe)
- Medizinhistorisches Museum Hamburg: Dieses auf dem Klinikumgelände untergebrachte Museum zeigt Entwicklungen in Medizin und Gesellschaft seit Mitte des 19. Jahrhunderts.
- Röhrenbunker: Der Röhrenbunker in der Tarpenbekstraße wurde 1940 errichtet, um Menschen im Zweiten Weltkrieg Schutz vor Bombenangriffen zu bieten. Heute wird er als Veranstaltungsraum genutzt.

### Parks und Grünanlagen

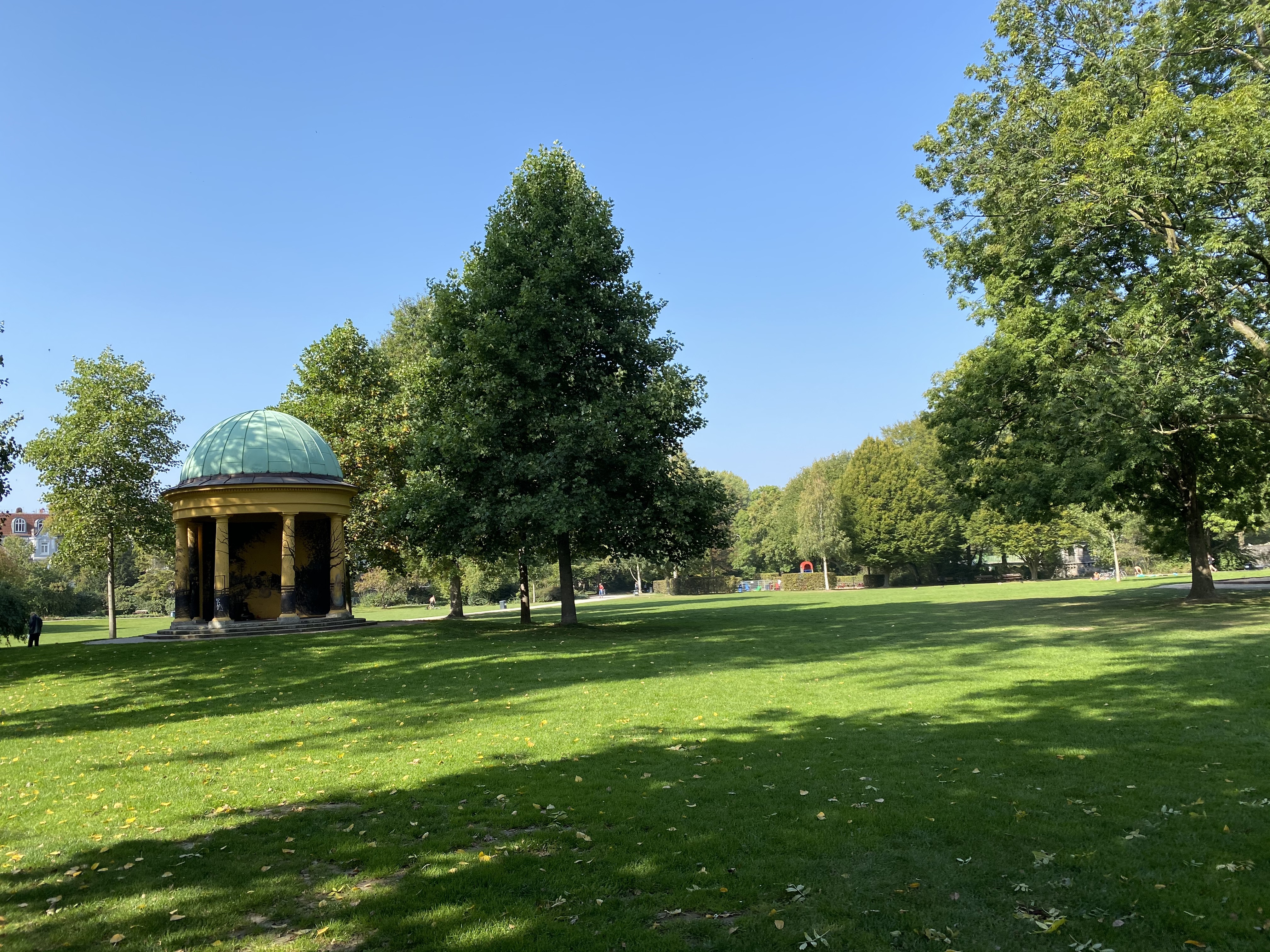
Hayns Park

- Hayns Park: Grünanlage mit klassizistischem Rundtempel (Monopteros) und vielen Kinderspielplätzen
- Meenkwiese
- Mühlenteich-Anlage: seit 1957 befindet sich hier das Winterquartier der über 130 Alsterschwänen
- Kellinghusenpark: Zwischen den Gleisen der U-Bahn und der Eppendorfer Landstraße mit kleinem Teich
- Eppendorfer Park: befindet sich in unmittelbarer Nähe zum Universitätsklinikum und beinhaltet einen Bauspielplatz mit Ziegen-Gehege
- Seelemannpark: Park am Alsterlauf, der sich neben der St. Johannis-Kirche befindet

## Wirtschaft und Infrastruktur

### Verkehr

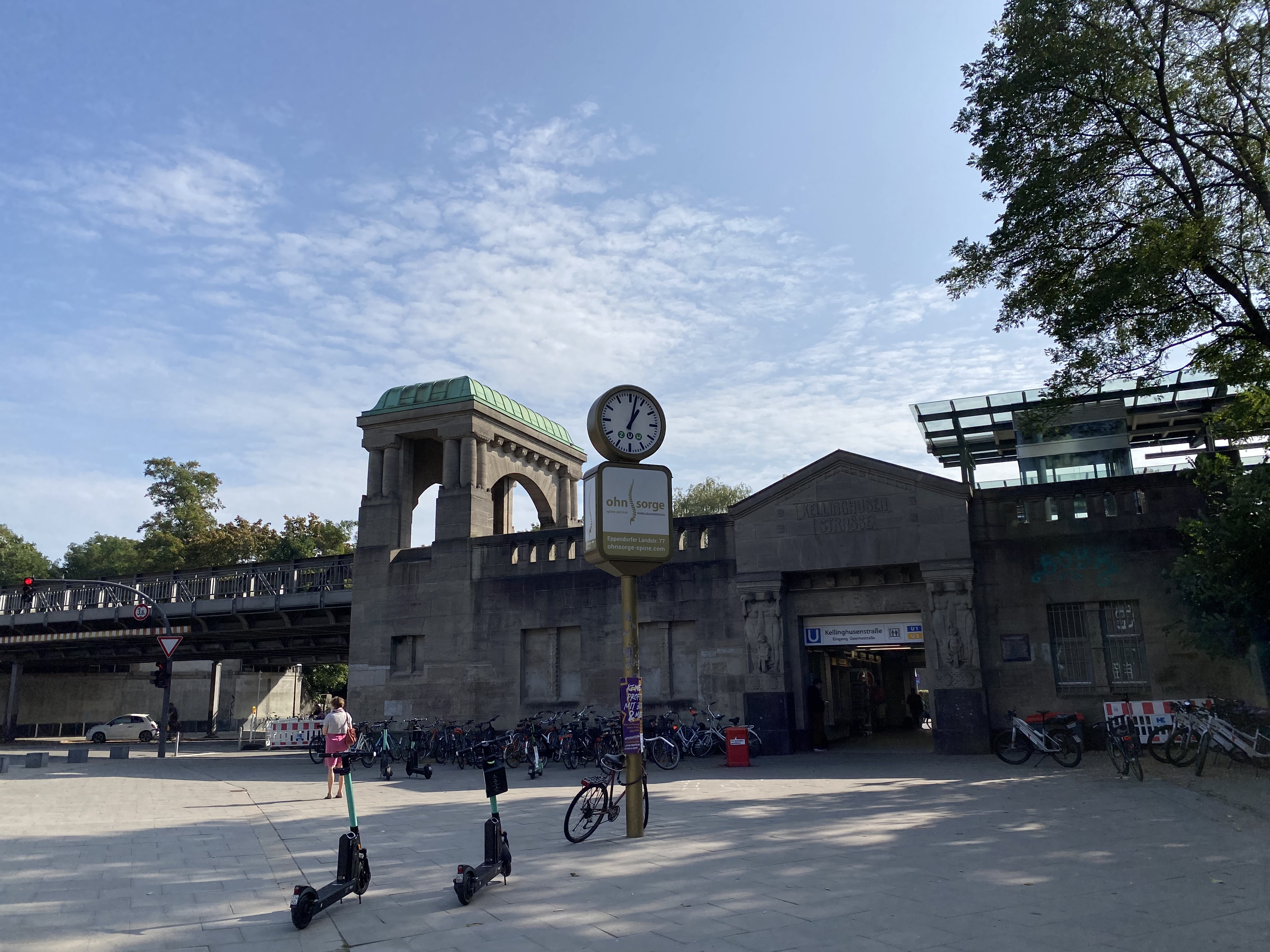
U-Bahnhof Kellinghusenstraße

Eppendorf hat mit dem U-Bahnhof Kellinghusenstraße einen Knotenpunkt des Hamburger U-Bahn-Netzes. Hier laufen die Linien U1 und U3 synchronisiert zusammen. Die U-Bahn-Haltestelle Eppendorfer Baum liegt dagegen nicht im Stadtteil Eppendorf, sondern auf der anderen Seite des Isebekkanals (Stadtteil Harvestehude). Auch die Haltestellen Sierichstraße, Hudtwalckerstraße und Lattenkamp liegen in der Nähe (Stadtteil Winterhude).
Der Westen Eppendorfs (westlich der B 433) ist mehr als 10 Gehminuten von den Bahnhöfen entfernt und wird daher im ÖPNV vorwiegend durch Busse erschlossen. Der Eppendorfer Marktplatz wird von sechs Bus- und zwei Nachtbuslinien frequentiert.
Mehrere stark vom Autoverkehr belastete Straßenzüge durchqueren Eppendorf, darunter der Ring 2 mit den Bundesstraßen 5 und 433.
Seit Ende 1946 besteht ein regelmäßiger Linienverkehr der Alsterdampfer zwischen Jungfernstieg und Winterhuder Fährhaus mit sechs Zwischenhalten.

### Öffentliche Einrichtungen

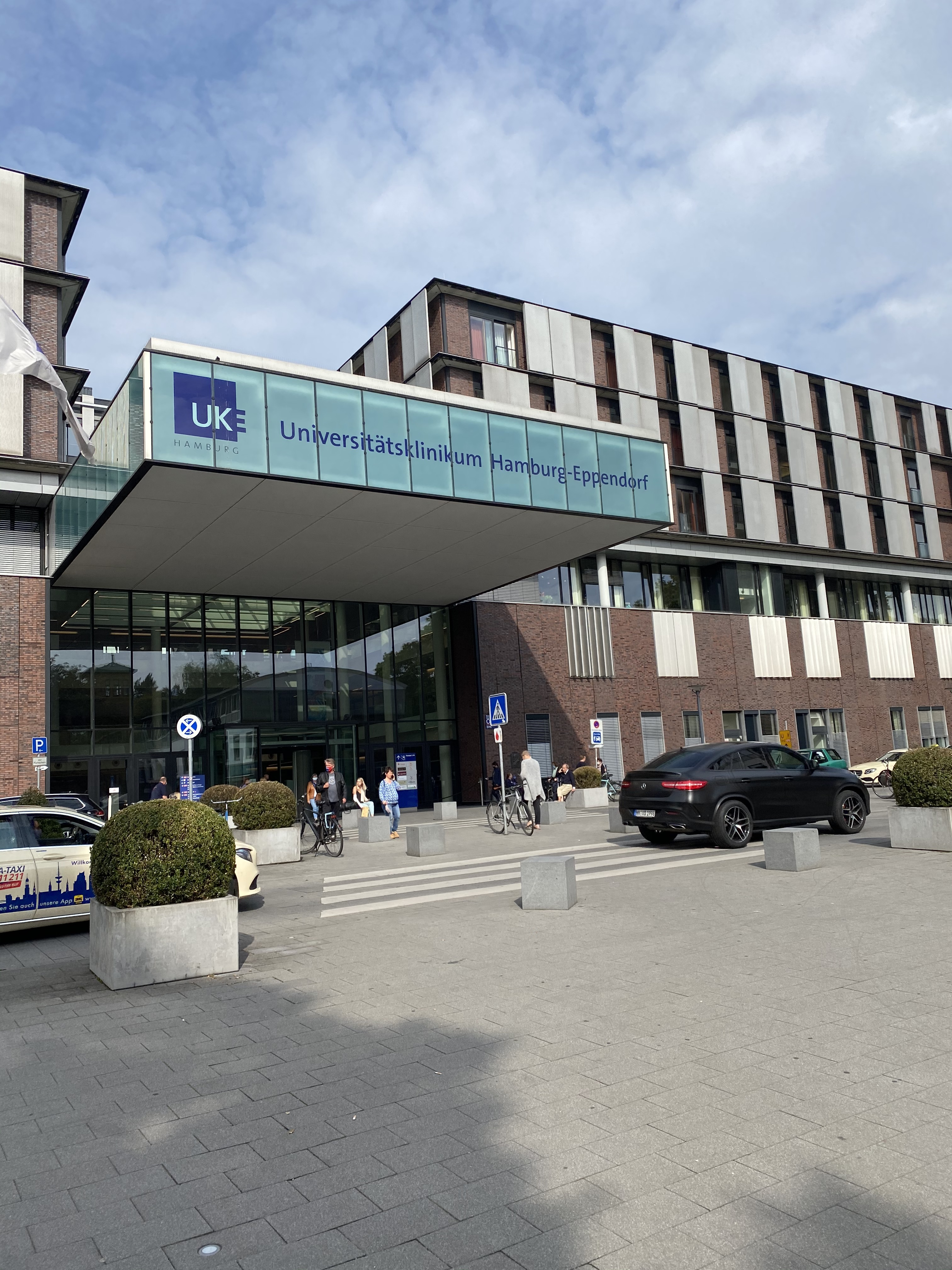
Universitätsklinikum Eppendorf

Die Universitätsklinik Eppendorf (UKE) ist eine der ältesten großen Kliniken Hamburgs und wurde 1884 gegründet. Mittlerweile ist es eines der bekanntesten und modernsten Krankenhäuser des Landes. Universitätsklinikum ist es seit 1934.
Das Bezirksamt Hamburg-Nord hat hier seinen Sitz und wurde in den letzten Jahren stetig ausgebaut. Das Kundenzentrum für öffentliche Angelegenheiten zog während dieser Phase in das ehemalige Gebäude einer öffentlichen Bücherhalle, welches sich direkt neben dem Bezirksamt befindet. Im Jahr 2009 wurde zudem ein Neubau auf dem ehemaligen Karstadt-Gelände eingeweiht.

### Ansässige Unternehmen
Die Eppendorf AG, nach dem Stadtteil benannt, entstand auf dem Krankenhausgelände des UKE und ist inzwischen weltweit tätig. Sie fertigt Maschinen und andere Geräte für Labore. Inzwischen ist der Hauptfirmensitz in Hummelsbüttel.

## Bildung
- Grundschule Knauerstraße
- Grundschule St. Nikolai in der Robert-Koch-Straße
- Grundschule Marie-Beschütz-Schule (ehemalige Schule Martinistraße) in der Erikastraße
- Gymnasium Eppendorf in der Hegestraße
- Medizinische Fakultät UKE Campus Lehre

Die Stadtteilschule Eppendorf (ehemaliges Lyzeum Curschmannstraße und Volksschule Löwenstraße) hat ihren Hauptstandort trotz des Namens im benachbarten Stadtteil Hoheluft-Ost. Die ehemalige Staatliche Handelsschule Kellinghusenstraße (H 13) fusionierte 2017 mit der H06 (vormals Bundesstraße 41) zur Beruflichen Schule für Wirtschaft und Handel Hamburg-Mitte (BS 02) und zog an einen neuen Standort in der Anckelmannstraße 10 in Hamburg-Borgfelde.

## Freizeit und Sport

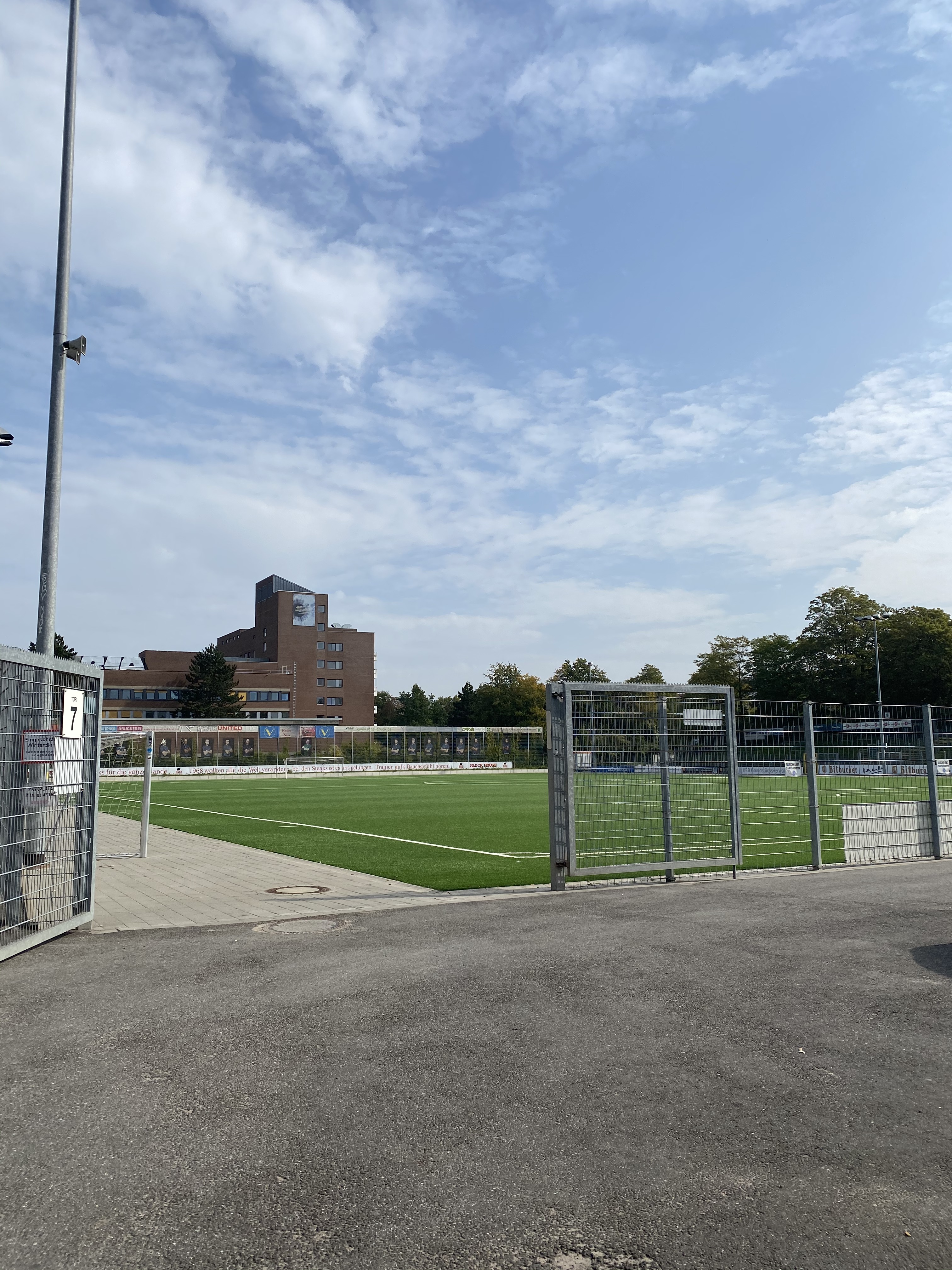
Stadion Hoheluft

### Sportvereine
- Eppendorfer Sportverein
- SC Victoria
- Wassersportabteilung Sportvereinigung Polizei Hamburg
- Winterhude-Eppendorfer Turnverein
- Turngesellschaft Eppendorf-Groß Borstel und Friesen
- Wassersportabteilungen der Universität Hamburg
- Wassersportverein Overfreunde Hamburg e. V.
- Hamburger Ruderinnen-Club von 1925 e. V.
- Alster-Canoe-Club

## Persönlichkeiten

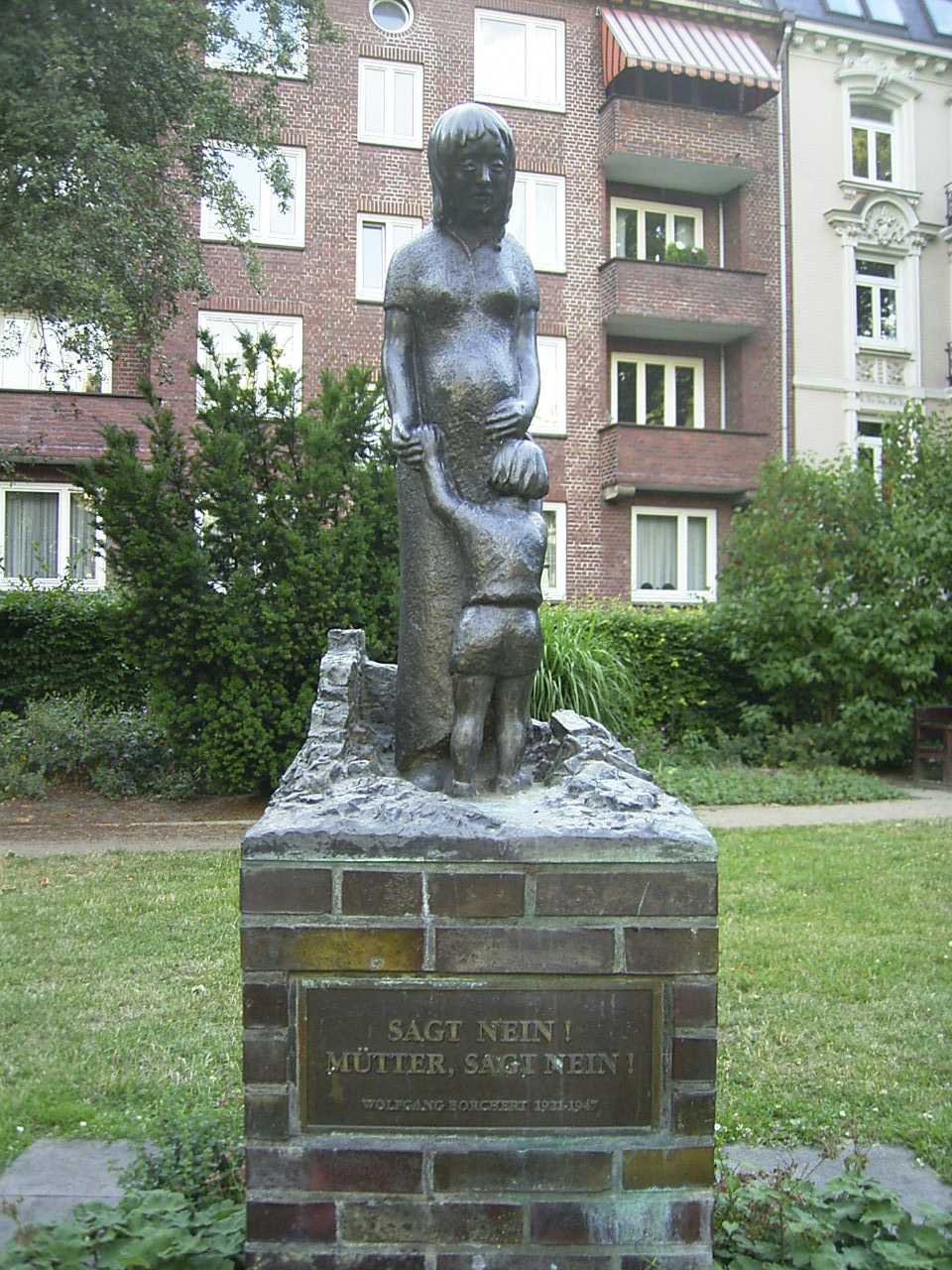
Wolfgang-Borchert-Denkmal, Eppendorfer Landstraße

### Söhne und Töchter des Stadtteiles
- Samuel Heinicke (1727–1790), Kantor und Lehrer, gründete 1769 in Eppendorf die erste Taubstummenschule Deutschlands[3]
- Johann Heinrich Ludolf (1754–1842), Pastor, mit einer Amtsdauer von 44 Jahren zählt er zu den dienstältesten Pastoren der Johanniskirche[3]
- Georg Andreas Knaller (1759–1828), Weinhändler, Fabrikant und Reeder, eröffnete 1824 auf seinem Anwesen mit dem Andreasbrunnen eine sog. Gastwirtschaft mit Kurbetrieb[3]
- Carl Trümmer (1792–1858), Richter, Wissenschaftler und Schriftsteller, lebte in Eppendorf und trug zur Hamburger Rechtsgeschichte bei[3]
- August Heinrich Maaß (1806–1887), Pastor an der Johanniskirche mit einer Amtsdauer von 42 Jahren[3]
- Claus Johannes Timmermann (1842–1919), der letzte Bauernvogt von Eppendorf
- Julius Reincke (1842–1906), Mediziner, setzte sich in Hamburg für die Seuchenbekämpfung ein[3]
- Max Schede (1844–1902), Arzt, Mitbegründer und Leiter der chirurgischen Abteilung des Eppendorfer Krankenhauses[3]
- Heinrich Curschmann (1846–1910), Arzt und Professor, gründete 1888 das Eppendorfer Krankenhaus und leitete davor das Hafenkrankenhaus sowie das Allgemeine Krankenhaus St. Georg[3]
- Hermann Lenhartz (1854–1910), Arzt, leitete das Eppendorfer Krankenhaus von 1901 bis 1910[3]
- Carl August Schröder (1855–1945), Hamburger Bürgermeister, Senator und Rechtsanwalt, lebte in Eppendorf[3]
- Hugo Schottmüller (1867–1936), Arzt, leitete das Eppendorfer Krankenhaus von 1919 bis 1936[3]
- Karl Scheffler (1869–1951), Kunstkritiker und Publizist.
- Hans Ferdinand Bubbe (1873–1961), deutscher Schulmann und Heimatforscher
- Günther Hanne (1881–1913), Marineoffizier
- Ernst Thälmann (1886–1944), Hafenarbeiter, Seemann, Kutscher und kommunistischer Politiker, lebte von 1918 bis 1933 in Eppendorf, an ihn erinnern heute noch der Ernst-Thälmann-Platz und die DKP-nahe Ernst-Thälmann-Gedenkstätte
- Armin Clasen (1890–1980), Heimatforscher und Schriftsteller, Ehrenmitglied im Eppendorfer Bürgerverein[3]
- Bernhard Jakschtat (1895–1965), Volks-, Opern- und Operettensänger, sowie Hörspielsprecher und Rundfunkkünstler, ab 1924 bei der NORAG
- Adolf Wriggers (1896–1984), Kunstmaler, lebte in Eppendorf[11]
- Walter Möller (1905–1933), Mitglied der Kommunistischen Partei Deutschlands (KPD), wohnhaft in der Kegelhofstraße war ein NS-Opfer und wurde hingerichtet[3]
- Wolfgang Borchert (1921–1947), deutscher Schriftsteller, Dichter und Schauspieler, in Eppendorf geboren und besuchte die später nach ihm benannte Wolfgang-Borchert-Schule (vorher Erica-Schule)
- Walter Jens (1923–2013), klassischer Philologe, Schriftsteller und Professor[3]
- Peter Schmidt-Eppendorf (1931–2021), römisch-katholischer Theologe, Päpstlicher Ehrenkaplan und Kirchenrechtler
- Uwe Seeler (1936–2022), Fußballnationalspieler und HSV-Legende, besuchte die Wolfgang-Borchert-Schule
- Thorsten Schlumberger (* 1960), Fußballspieler, wurde in Eppendorf geboren[6]
- Fabius (* 1966), Sänger, Schauspieler und Musicaldarsteller; in Eppendorf aufgewachsen, besuchte die Wolfgang-Borchert-Schule; heute spielt er in diversen Musicalstücken und im Ohnsorg-Theater Hamburg, insbesondere in der Rock-Revue „Wi rockt op Platt“
- Sophie Rosentreter (* 1975), deutsche Fernsehmoderatorin, ist in Eppendorf aufgewachsen
- Jan Delay (* 1976), Rapper der Gruppe Beginner, spricht im Track „Lang is her“ zusammen mit Samy Deluxe über seine Jugend in Hamburg-Eppendorf
- Samy Deluxe (* 1977), Rapper, ist in Eppendorf aufgewachsen.[12]
- Uwe Bergmann, Straßenfestveranstalter und seit 1990 Betreiber des Café Borchers

### Personen mit Beziehung zum Stadtteil
- Georg Eimncke (1771–1843), Pharmazeut, führte von 1806 bis 1839 am Neuen Wall die größte Apotheke Hamburgs, er starb in Eppendorf[11]
- Paul Michael Mendel (1873–1942), deutscher Bankier, Bankvorstand, Kunstsammler und -mäzen, lebte einen Großteil seines Lebens in Eppendorf
- Klaus Wildenhahn (1930–2018), Dokumentarfilmer, lebte in Eppendorf[11]
- Alfred Schnittke (1934–1998), Komponist, lebte von 1992 bis zu seinem Tod im Haus Beim Andreasbrunnen 5, wo eine Gedenktafel angebracht ist
- Freimut Duve (1936–2020), Publizist und SPD-Politiker, lebte in Eppendorf[11]
- Karl Dall (1941–2020), deutscher Komiker, lebte in Eppendorf
- Ulrich Rüß (* 1943), deutscher evangelisch-lutherischer Theologe, war 1982–2009 Pfarrer von St. Johannis (Hamburg-Eppendorf)
- Harry Rowohlt (1945–2015), der deutsche Schriftsteller, Kolumnist, Übersetzer und Schauspieler lebte hier, sein Vater gründete den Rowohlt-Verlag
- Lonzo Westphal (1952–2001), der „Teufelsgeiger von Eppendorf“ und Mitglied der Hamburger Musikgruppe Leinemann, besang den Stadtteil 1980 in seinem Stück Der Zaubergeiger (Der Teufel kam nach Eppendorf)
- Olli Dittrich (* 1956), deutscher Schauspieler, Komiker und Musiker, lebt in Eppendorf
- Susanne Lothar (1960–2012), Schauspielerin, wuchs in Eppendorf auf[11]
- Christoph Maria Ohrt (* 1960), Schauspieler, besuchte das Eppendorfer Gymnasium[11]
- Susanne Daubner (* 1961), deutsche Nachrichtensprecherin, lebt in Eppendorf
- Claudia Obert (* 1961), deutsche Unternehmerin und Reality-TV-Teilnehmerin, lebt in Eppendorf
- Karolin Klimek (* 1969), deutsche Modedesignerin und Hochschullehrerin, lebt hier seit 1997
- Vanessa Blumhagen (* 1977), deutsche Journalistin, lebt in Eppendorf
- Illo (* 1977), deutscher Rapper, ist in Eppendorf aufgewachsen
- Nina Bott (* 1978), deutsche Schauspielerin, lebt in Eppendorf
- Gräfin Heilwig, Gemahlin von Graf Adolf IV. von Holstein und Schauenburg, Heilwigstraße und Heilwig-Stiftung sind nach ihr benannt[11]

Die Country-Band Texas Lightning, die Deutschland 2006 beim Eurovision Song Contest 2006 vertrat, kommt aus Eppendorf.